# 白色海岸
白色海岸（Costa Blanca）是指西班牙阿利坎特省200多公里长的海岸线。该名称为英國歐洲航空公司于1957年开通伦敦-巴伦西亚航线时使用。这里旅游业发达，是英国和德国游客热门的旅游目的地。它北起德尼亚（Dénia），衔接橙花海岸，南到Pilar de la Horadada，衔接温暖海岸（Costa Cálida）。主要旅游城镇包括贝尼多姆（Benidorm）、阿利坎特、德尼亚（Dénia）和哈维阿（Xàbia）。

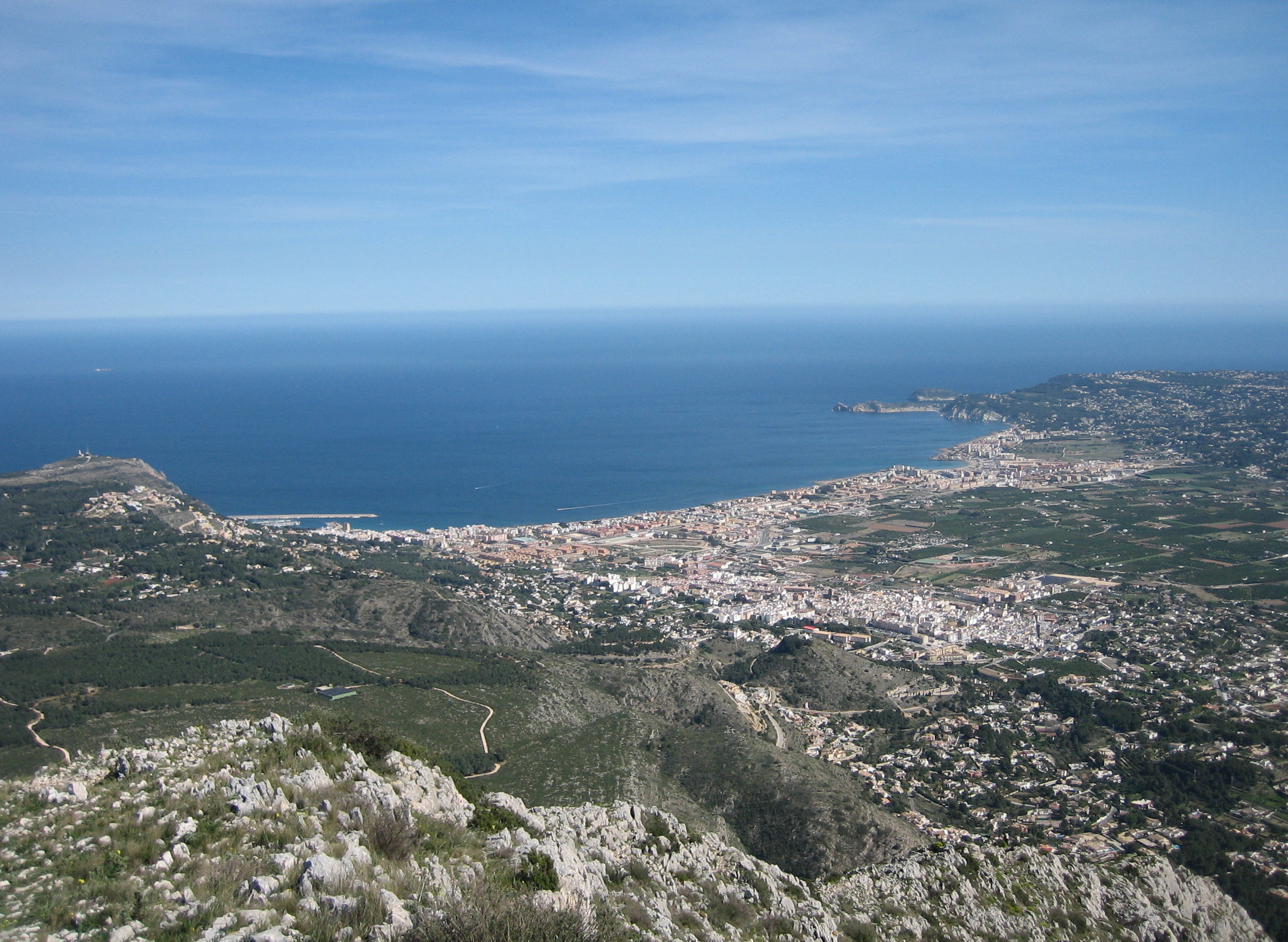
哈维阿
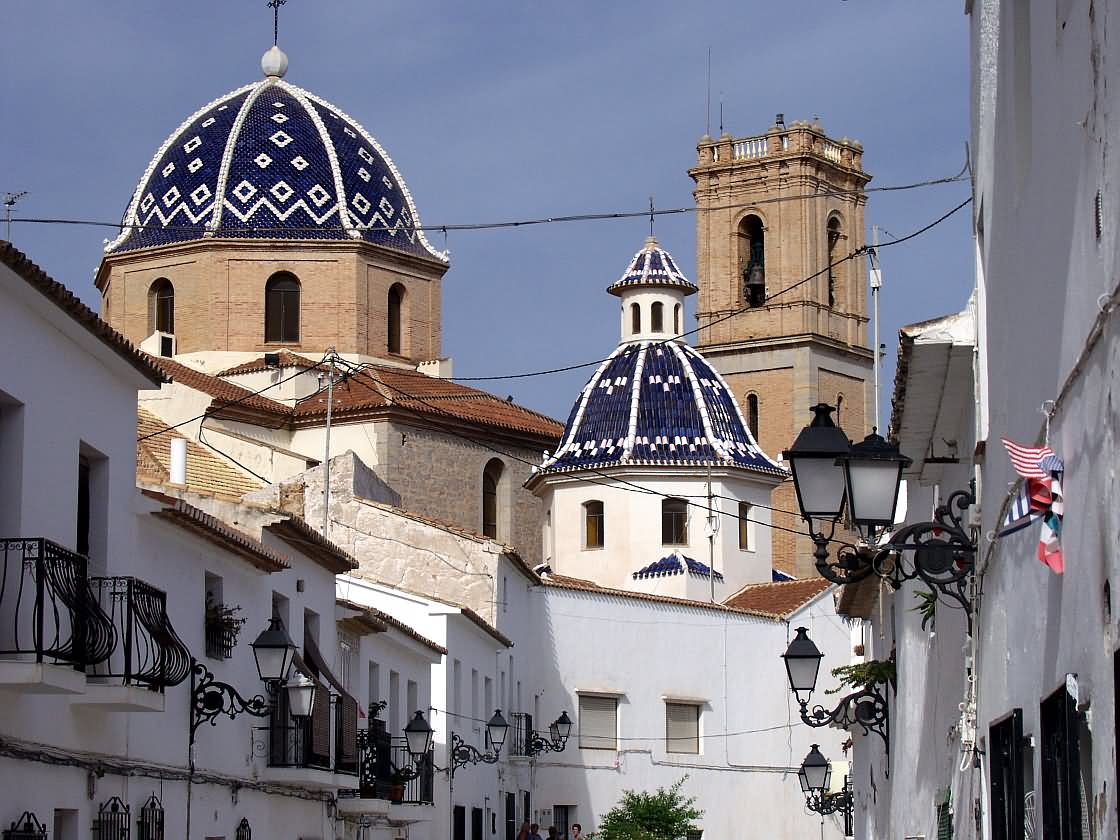
阿尔特亚
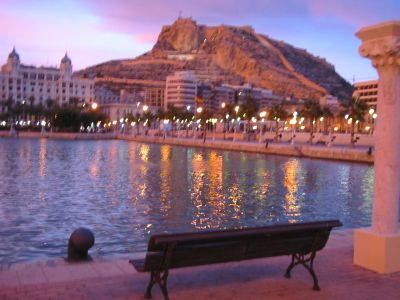
阿利坎特
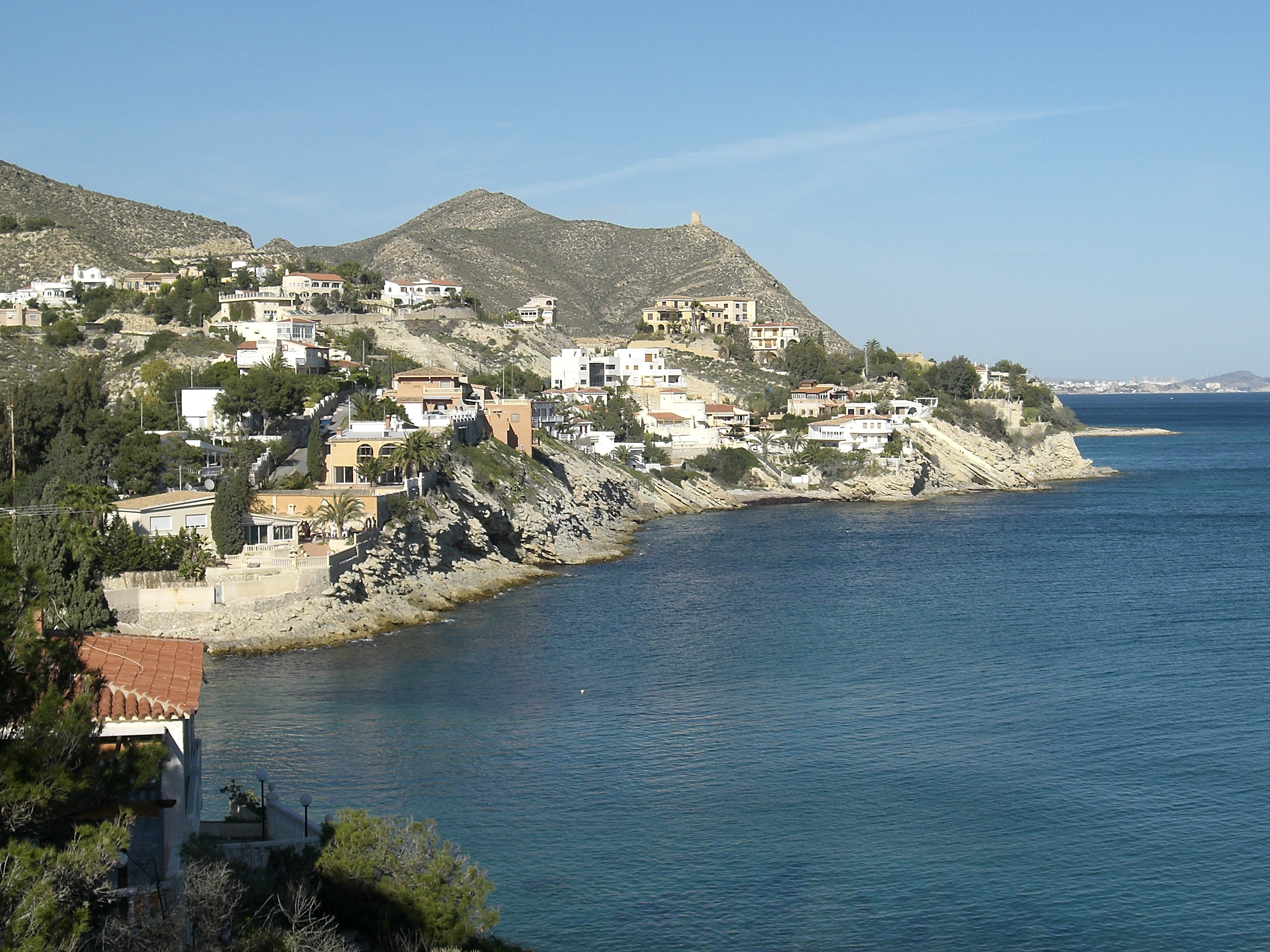
Coveta Fumà in El Campello
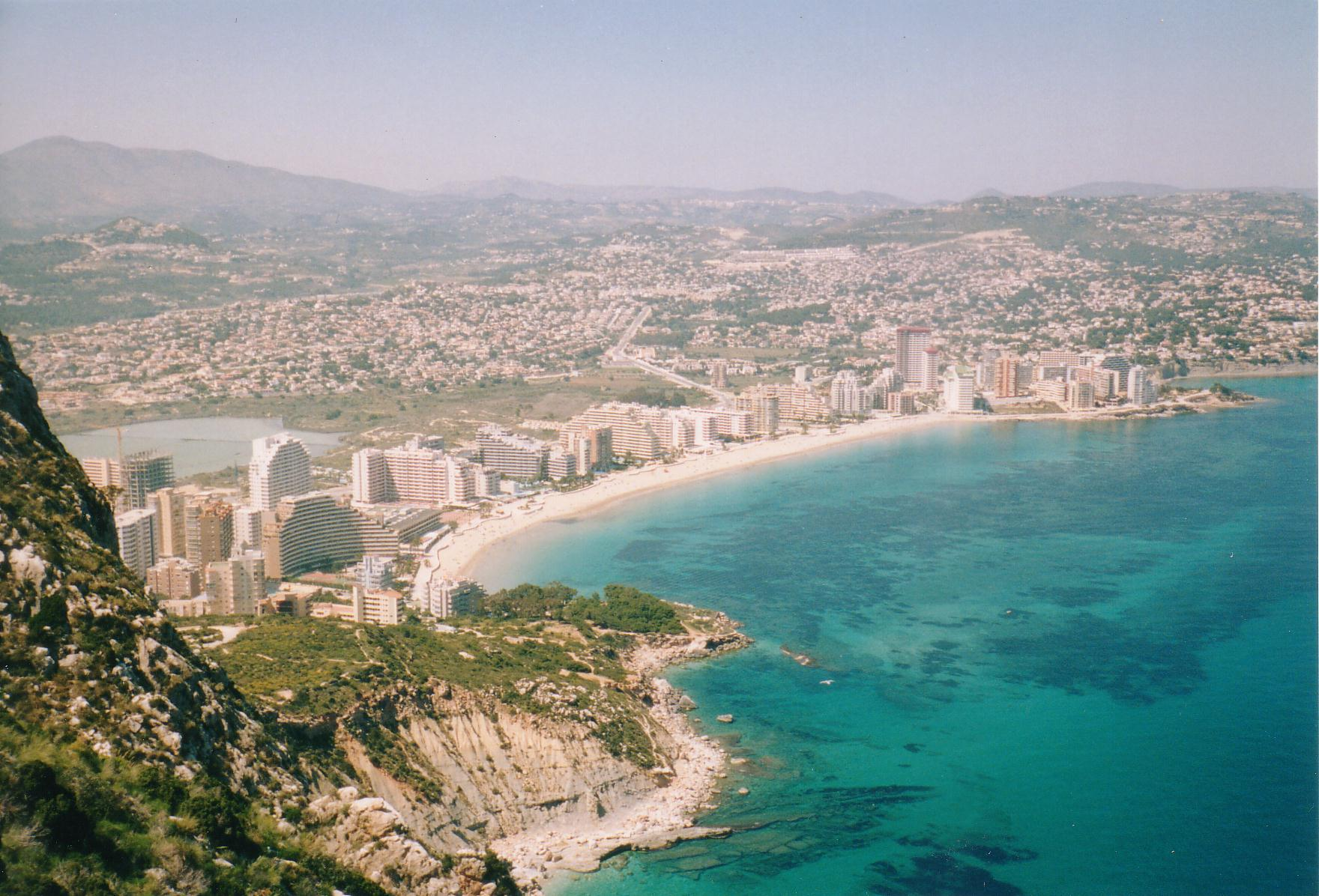
Calp海滩
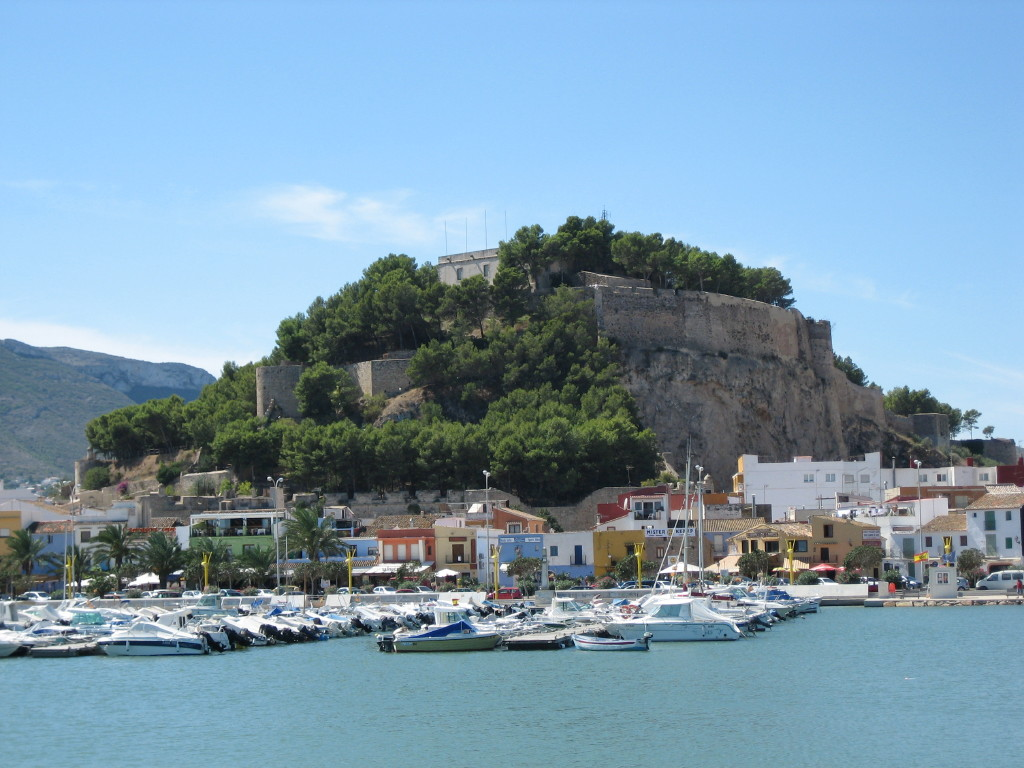
德尼亚

## 外部連結
- 游览白色海岸，西班牙旅游的官方网页 （页面存档备份，存于）